# Chuyến bay 771 của Alitalia
Chuyến bay Alitalia 771 là một chuyến bay theo lịch trình từ Sân bay quốc tế Bangkok, Bangkok đến Sân bay quốc tế Chhatrapati Shivaji, Mumbai, với 94 người trong máy bay. Ngày 7 tháng 7 năm 1962, nó đã rơi trên một quả đồi, cách Mumbai khoảng 84 km về phía Đông-Bắc khi đang hạ cánh. Tai nạn được quy cho lỗi điều khiển khiến không lưu khiến phi công tin rằng anh ta đã gần nơi đến hơn thực tế và do đó anh ta đã hạ cánh sớm hơn trong điều kiện điều khiển cho hạ cánh thẳng xuống đất về ban đêm. Do đó, chiếc máy bay đã rơi trên quả đồi.